# Kwidzyn
Kwidzyn (germană Marienwerder) este un oraș în Polonia.